# Santos, el magnífic
 Santos, el magnífic  (títol original en anglès The Magnificent Matador) és una pel·lícula estatunidenca dirigida per Budd Boetticher, estrenada el 1955 i doblada al català.

## Argument
Luis Santos és un magnífic torero i ídol de la festa dels toros. Per la seva experiència el seleccionen perquè iniciï en la carrera de matador el jove Rafael Reyes, però Santos el veu molt inexpert per començar i fuig inexplicablement abans de donar-li l'"alternativa" al Santuari de Guadalupe a resar, on coneixerà Karen Harrison, una bella i rica dona nord-americana.

## Repartiment
- Maureen O'Hara: Karen Harrison
- Anthony Quinn: Luís Santos
- Manuel Rojas: Rafael Reyes
- Richard Denning: Mark Russell
- Thomas Gomez: Don David
- Lola Albright: Mona Wilton
- William Ching: Jody Wilton
- Eduardo Noriega: Miguel
- Lorraine Chanel: Sarita Sebastian
- Anthony Caruso: Emiliano